# Gérard Onesta

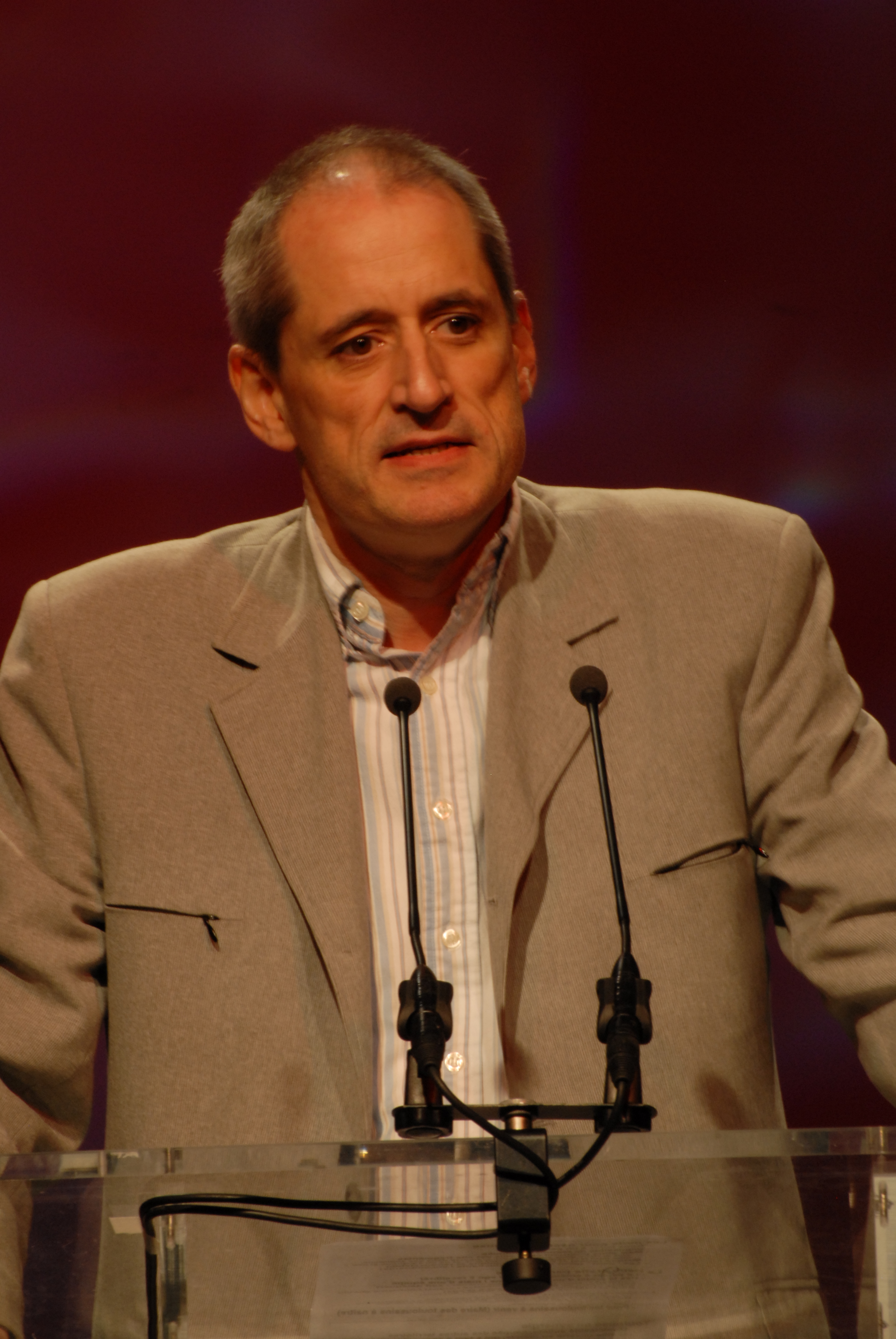
Gérard Onesta (Toulouse, 2008)

Gérard Onesta (* 5. August 1960 in Albi) ist ein französischer Politiker (Les Verts, EÉLV). Er war von 1991 bis 1994 und 1999 bis 2009 Mitglied des Europäischen Parlaments, von 1999 bis 2009 auch dessen Vizepräsident. Von 2010 bis 2015 gehörte er dem Regionalrat von Midi-Pyrénées und nach der Gebietsreform von 2016 bis 2021 dem Regionalrat von Okzitanien an.

## Karriere
Gérard Onesta studierte in Albi und Toulouse und schloss 1984 als staatlich geprüfter Diplom-Architekt (DPLG) ab. Anschließend leitete er von 1985 bis 1999 ein Architekturbüro in Albi. 
Im Alter von 27 Jahren schloss er sich der Partei Les Verts (französische Grüne) an, deren nationalem Parteitag er von 1987 bis 1999 angehörte. 1988 war er einer der Gründer der Föderation Junger Europäischer Grüner. Bald darauf wurde er Verantwortlicher für innerparteiliche Organisation bei den Grünen. Zunächst nur für die Region Midi-Pyrénées (von 1991 bis 1992) und dann auch auf nationaler Ebene (von 1994 bis 1995) wirkte Gérard Onesta als Pressesprecher von Les Verts. Nach dem Ausscheiden von Solange Fernex rückte Onesta über die Liste der französischen Grünen ins Europäische Parlament nach. Bei der Europawahl 1994 verloren Les Verts all ihre Sitze im EU-Parlament. 
Bei der Europawahl 1999 gewannen die französischen Grünen wieder deutlich hinzu und Onesta zog als Vertreter des Wahlkreises Südwest-Frankreich erneut ins Europäische Parlament ein. Dort saß er in der Fraktion Die Grünen/Europäische Freie Allianz. Er wurde zu einem der 14 Vizepräsidenten des Parlaments gewählt und behielt dieses Amt während zwei ganzer Legislaturperioden bis 2009. Zudem gehörte er dem Haushaltsausschuss (1999–2002 und 2004–2009) und dem Ausschuss für konstitutionelle Fragen (2002–2004) an. 
Als erklärter europäischer Föderalist setzte sich Onesta für den Vertrag über eine Verfassung für Europa ein, der jedoch 2005 in einem Referendum in Frankreich mehrheitlich abgelehnt wurde. Zur Europawahl 2009 verzichtete Onesta zugunsten des Kleinbauernfunktionärs und Globalisierungskritikers José Bové auf die Spitzenkandidatur der Grünen in Südwest-Frankreich und schied anschließend aus dem EU-Parlament aus. 
Bei der Regionalwahl in Midi-Pyrénées 2010 war Onesta Spitzenkandidat der grünen Liste Europe Écologie, die im ersten Wahlgang 13,5 Prozent der Stimmen erhielt und sich für den zweiten Wahlgang mit den Sozialisten des Regionalpräsidenten Martin Malvy verband. 
Ende 2015 wurde die Region Midi-Pyrénées mit Languedoc-Roussillon fusioniert. Bei der Wahl zum Regionalrat der neuen Großregion Okzitanien führte Onesta die Liste Nouveau monde en commun, die aus Kandidaten von Europe Écologie Les Verts, der Front de gauche (PCF und PdG), Partit Occitan und Esquerra Republicana de Catalunya bestand. Das Bündnis erhielt im ersten Wahlgang 10,3 Prozent der Stimmen und schloss sich für den zweiten wiederum mit den Sozialisten unter Führung von Carole Delga zusammen. Gemeinsam gewann das linke und grüne Lager die Wahl und machte Delga zur Regionalpräsidentin. Onesta hatte anschließend bis 2021 den Vorsitz (Président du bureau de l'assemblée) in der Regionalversammlung von Okzitanien.
Sein Cousin Claude Onesta (* 1957) ist Trainer der französischen Männer-Handballnationalmannschaft.